# Zalužany
Zalužany (deutsch Saluschan, früher Zalužan) ist eine Gemeinde in Tschechien. Sie liegt fünf Kilometer nordöstlich von Mirovice und gehört zum Okres Příbram.

## Geographie
Zalužany befindet sich im Mittelböhmischen Hügelland rechtsseitig des Quellgebietes des Baches Zalužanský potok. Im Dorf und in dessen östlichem Umland liegen zahlreiche kleinere Teiche und gegen Südosten der Teich Hejný. Nördlich erhebt sich die Březina (568 m), im Osten der Žďár (513 m), südöstlich der Holý vrch (541 m), im Südwesten der Háj (516 m) und die Šibená (484 m) sowie nordwestlich der Hodijov (518 m). Am westlichen Ortsrand verläuft die Staatsstraße I/4 zwischen Prag und Strakonice.
Nachbarorte sind Sazka, Kletice, Chraštice, Chraštičky, Vargač und Bukovany im Norden, Sedlečko, Holušice, Nová Vachanka, Kozárovice im Nordosten, Na Samotě, Anenský Dvůr, Vystrkov und Pukňov im Osten, Kožlí, Závist, Velký Vír, U Kuby, Šerkov und Na Zeleném im Südosten, Lety, Pazderna und Dolní Nerestce im Süden, Horosedly, Mirovice, Plíškovice, Na Návrší, Podskalí und Myslín im Südwesten, Boješice und Touškov im Westen sowie Nestrašovice, Řeteč, Tušovice, V Touškovském Lese und Svojšice im Nordwesten.

## Geschichte
Archäologische Funde belegen eine frühzeitliche Besiedlung der Ebene von Zalužany. Auf einer Fläche von 1000 m² wurden die Reste mehrerer Rundhütten mit einer Breite von 5 m und einer Länge zwischen 8,25 und 13,5 m aus der Zeit nach 1000 v. Chr. ausgegraben. Im Jahre 1926 wurde in einem Garten ein Silberdenar aus der Zeit des Kaisers Hadrian gefunden.
Das heutige Dorf wurde wahrscheinlich zwischen dem 8. und 10. Jahrhundert durch slawische Siedler angelegt. Der Ortsname leitet sich von za luhem oder za luží (hinter den Auen) her. Im 13. Jahrhundert gehörte das Dorf zu den Gütern der königlichen Burg Vrškamýk.
Die erste urkundliche Erwähnung von Zalužany erfolgte im Jahre 1291, als Wenzel II. das Dorf zusammen mit Tochovice dem Benediktinerkloster Insula schenkte. Von 1313 bis 1345 gehörte Zalužany wieder zu den Kamýker Gütern der böhmischen Hofkammer. Nach der erneuten Abtrennung von den Kamýker Gütern wurde Zalužany zweigeteilt. Der größere Anteil von Zalužany wurde als Rittersitz verkauft. Nachfolgend wechselten sich verschiedene Adelsgeschlechter als Besitzer des Gutes ab. Ein kleinerer Anteil wurde als Lehngut der königlichen Burg Worlik zugeschlagen und damit verschiedene Vasallen belehnt. Aus dem Jahre 1351 ist die Anlegung eines großzügigen Dorfplatzes in Zalužany überliefert. Die ersten schriftlichen Nachrichten über die Feste Zalužan stammen vom Beginn des 15. Jahrhunderts als Sitz des Albrecht Schütz von Drahenitz (Šic z Drahenic); jedoch ist anzunehmen, dass an ihrer Stelle zuvor ein hölzerner Landadelshof gestanden hat. Besitzer des Worliker Anteils war zu dieser Zeit der Oberste Münzmeister Peter Zmrzlík von Schweißing. Um 1515 erwarb Adam Laubsky von Lub (Loubský z Lub) die Feste Zalužan. Nachdem die Herren Laubsky von Lub von den Herren von Schwanberg 1573 auch den Worliker Anteil kauften, wurde die Teilung des Dorfes beendet. Zalužany war zu dieser Zeit das weit und breit größte Dorf.
Nach der Schlacht am Weißen Berg kauften die Herren von Sternberg 1623 das Gut. Wenzel Adalbert von Sternberg hinterließ 1708 seinen Erben ein hochverschuldetes Gut, ein verkommenes Dorf und eine unbewohnbare Feste. Sie verkauften den Besitz 1715 an Johann Felix Deym von Střítež. In den nachfolgenden zwölf Jahren herrschte zwischen den Deym von Střítež und den Besitzern der Herrschaft Worlik Unfrieden. Über den Grenzverlauf und Weiderechte wurde gestritten, zudem wurden auch Besitzstörungsklagen geführt. Im Jahre 1727 erbte der minderjährige Johann Joseph Freiherr Kotz von Dobrz das Gut von seiner Tante Kajetana Valentina Deym, geborene Kotz. Zehn Jahre danach übernahm er selbst die Bewirtschaftung des Gutes. Die Freiherren Kotz von Dobrz ließen die Feste zum Renaissanceschloss umbauen. 1767 erbte Johann Josephs Sohn Franz Dionys Kotz von Dobrz Zalužan. Nach dessen Tode bewirtschaftete seine Witwe Marie ab 1771 das Gut. Im Jahre 1775 heiratete sie Karl Freiherr Helversen von Helversheim. Nach 1780 entstand nördlich des Dorfes eine Chaluppensiedlung, die Sázky genannt wurde. Im Jahre 1802 erbte Karl Helversens gleichnamiger Sohn das Gut. Karl Philipp zu Schwarzenberg, der das Gut 1804 gekauft hatte, schlug es seiner Fideikommissherrschaft Worlik zu.
Im Jahre 1837 umfasste das Allodialgut Zalužan eine Nutzfläche von 1805 Joch 330 Quadratklafter, wovon 712 Joch 740 Quadratklafter der Obrigkeit gehörten. Zum Gut gehörten das gleichnamige Dorf sowie sieben Häuser von Großwühr (Velký Vír) und je ein Haus von Kozarowitz und Wystrkow (Vystrkov). Das beiderseits der Prager Straße gelegene Dorf Zalužan bestand aus 88 Häusern mit 148 Einwohnern, darunter sechs Israelitenfamilien. Ein Haus von Zalužan war direkt der Herrschaft Worlik untertänig. Im Ort gab es ein herrschaftliches Schloss mit der geschlossenen Kapelle der sel. Jungfrau Maria, den Meierhof Augezdetz, eine Schäferei, eine Branntweinbrennerei, eine Pottaschensiederei und das Wirtshaus Politschko. Nordwestlich hinter dem Dorf lag der israelitische Friedhof. Pfarrort war Mirowitz. Bis zur Mitte des 19. Jahrhunderts bildete das Gut Zalužan einen Teil der Fideikommissherrschaft Worlik samt den Allodialgütern Zalužan, Zbenitz und Bukowan.
Nach der Aufhebung der Patrimonialherrschaften bildete Zálužany t. Zalužany /Zalužan ab 1850 mit den Ortsteilen Boješice und Touškov eine Gemeinde mit 1208 Einwohnern in der Bezirkshauptmannschaft Březnitz und dem Gerichtsbezirk Mirowitz. Ab 1855 gehörte die Gemeinde zum Bezirk Písek. Im Jahre 1869 beantragte die Gemeinde Zalužan ihre Erhebung zur Marktgemeinde. Da das Dorf über keine eigene Kirche verfügte, wurde der Antrag abgelehnt; dies gab danach den Anlass für den Bau der Kirche. 1880 wurde Zalužany als amtlicher Ortsname eingeführt. Zwischen 1880 und 1882 wurde nördlich von Zalužany nahe Sazka ein Friedhof angelegt. Die jüdische Gemeinde erlosch 1890. 1924 löste sich Touškov von Zalužany los und bildete eine eigene Gemeinde. Im Jahre 1932 lebten in Zalužany 722 Personen; im Dorf gab es ein Postamt, ein Telegrafenamt, ein Fernsprechamt, eine katholische Kirche, eine Synagoge, einen jüdischen Friedhof und ein Armenhaus. 1960 wurde die Gemeinde dem Okres Příbram zugeordnet.

## Gemeindegliederung
Für die Gemeinde Zalužany sind keine Ortsteile ausgewiesen. Zu Zalužany gehört die Ansiedlung Sazka (Sarka).

## Sehenswürdigkeiten
- Schloss Zalužany, sein Ursprung liegt in einer für Albrecht Schütz von Drahenitz erbauten steinernen Feste. Diese wurde im 16. Jahrhundert durch die Laubsky von Lub ausgebaut. Zwischen 1650 und 1660 ließen die Herren von Sternberg den zum Dorf hin gelegenen östlichen Gebäudetrakt einschließlich des Tores und der Zugbrücke abtragen und den Burggraben verfüllen. An seiner Stelle wurde ein Wirtschaftshof angelegt. Bewohnt wurde zu dieser Zeit nur der Südflügel, im Nordflügel befand sich die Brauerei. Später war die Feste nicht mehr bewohnt. Nach 1727 erfolgte durch die Kotz von Dobrz der Umbau der verlassenen eingeschossigen Feste als Familiensitz zu einem zweistöckigen Renaissanceschloss. Dabei erfolgte auch der Anbau der Schlosskapelle der Jungfrau Maria, die später dem hl. Antonius von Padua geweiht wurde. Ab 1775 wurde das Schloss unter Karl Helversen von Helversheim im Stil des Rokoko modifiziert. Ab 1804 gehörte das Schloss den Fürsten zu Schwarzenberg, die es bis 1922 besaßen. Bis 1889 war in der Kapelle ein Schlosskaplan bestellt, der seinen Wohnsitz im Schloss hatte. Zwischen 1920 und 1924 wurde das Schloss saniert. Im Zuge der Bodenreform erwarb 1924 Václav Biskup aus Žbonín das Gut. 1948 wurde das Schloss verstaatlicht und 1974 in die Rechtsträgerschaft des Bezirkskulturzentrums Příbram übertragen. Im ersten Stock wurde eine Ausstellung des Muzeum středního Povltaví eingerichtet. Das zweite Geschoss nutzten die Nationalgalerie und die Städtischen Museen Prag für ihre zweijährigen Kunstausstellungen České výtvarné umění 19. století. Nach der Samtenen Revolution erhielt die Familie Biskup das Schloss zurück. Nach der Instandsetzung war das Schloss zwischen 1997 und 2005 an Carl Albrecht Waldstein als dessen Familiensitz verpachtet. Seit 2009 wird es auch öffentlich für Hochzeiten und Konzerte genutzt. Das von einem englischen Landschaftspark umgebene Schloss ist als Kulturdenkmal geschützt.
- Kirche des hl. Karl Borromäus, der klassizistische Bau entstand in den Jahren 1872–1874. Sie ist derzeit nicht öffentlich zugänglich.
- Statuen der Hll. Anna und Johannes von Nepomuk, vor der Kirche, geschaffen in der Mitte des 18. Jahrhunderts
- Friedhofskapelle zur hl. Kreuzerhöhung, erbaut im 19. Jahrhundert
- Jüdischer Friedhof am nördlichen Ortsausgang, er entstand vor 1724. Auf dem 1597 m² großen Areal sind 70 Grabsteine erhalten. Nachdem die jüdische Gemeinde Zalužany 1890 erloschen war, wurde der Friedhof bis zur deutschen Besetzung durch die jüdische Gemeinde Březnice gepflegt. Die Friedhofsmauer und die Zeremonialhalle wurden um 1980 abgebrochen. Der Friedhof ist ein nationales Kulturdenkmal.
- Ehemalige Synagoge, sie dient heute als Lagerraum

Sehenswürdigkeiten
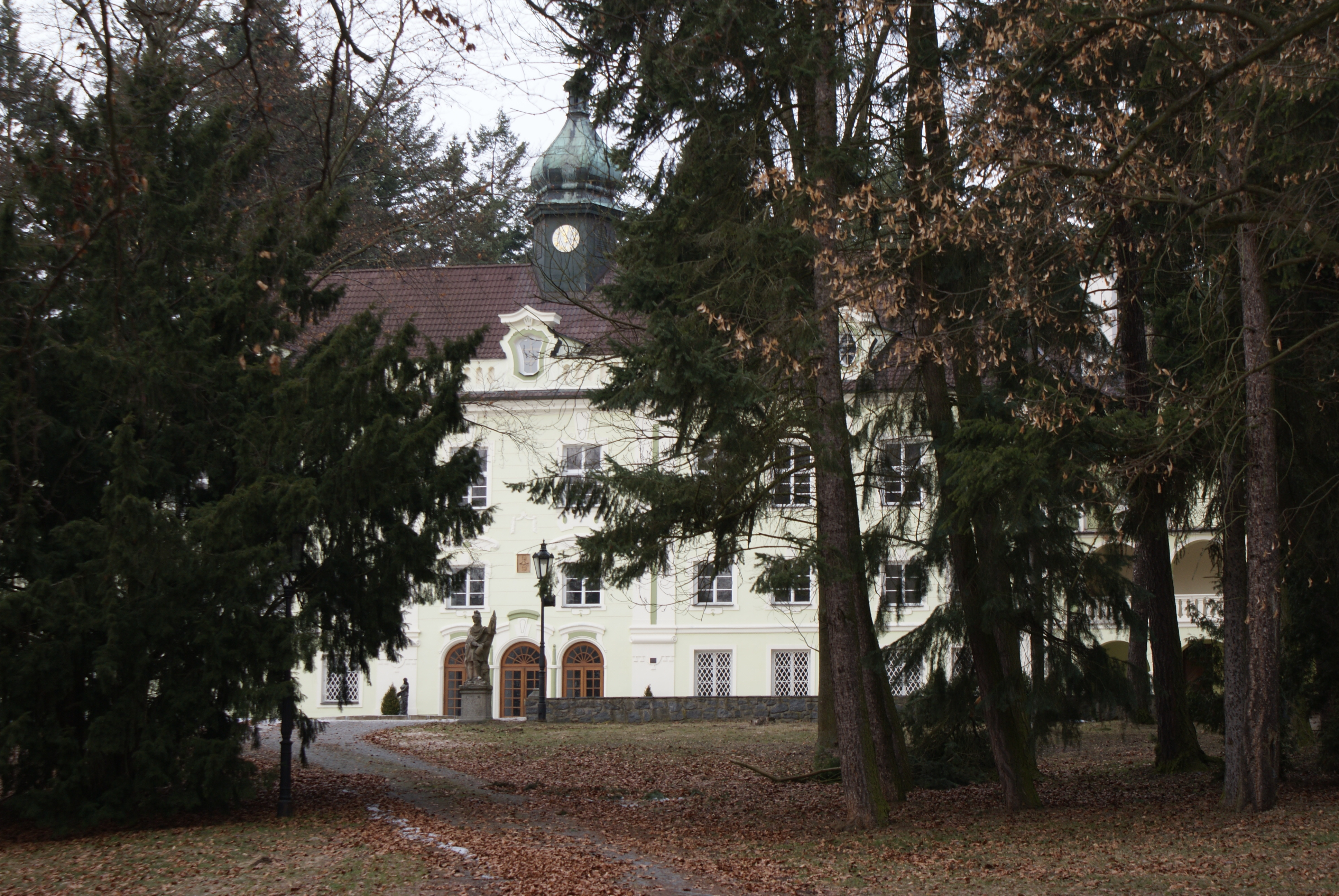
Schloss Zalužany
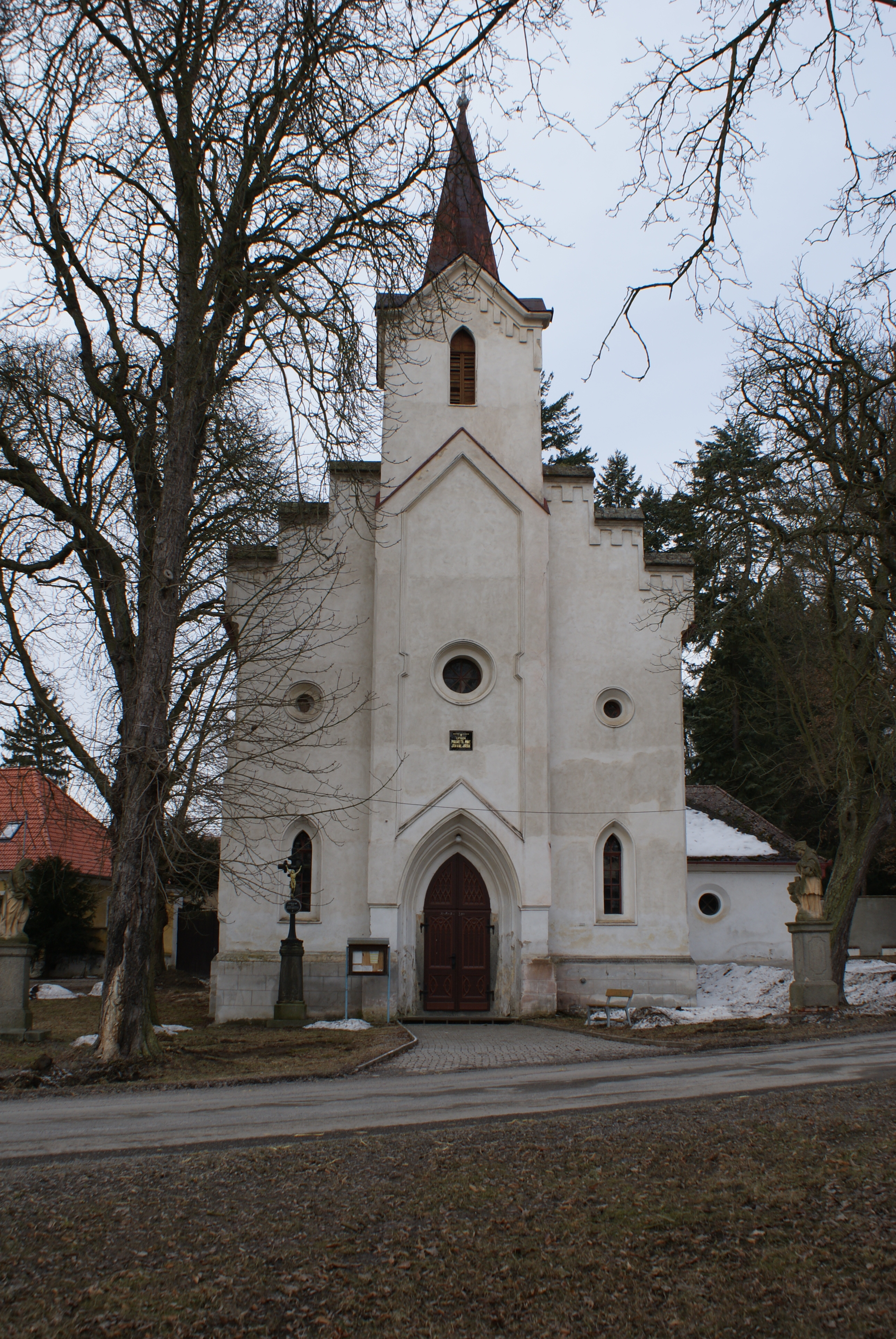
Kirche des hl. Karl Boromäus
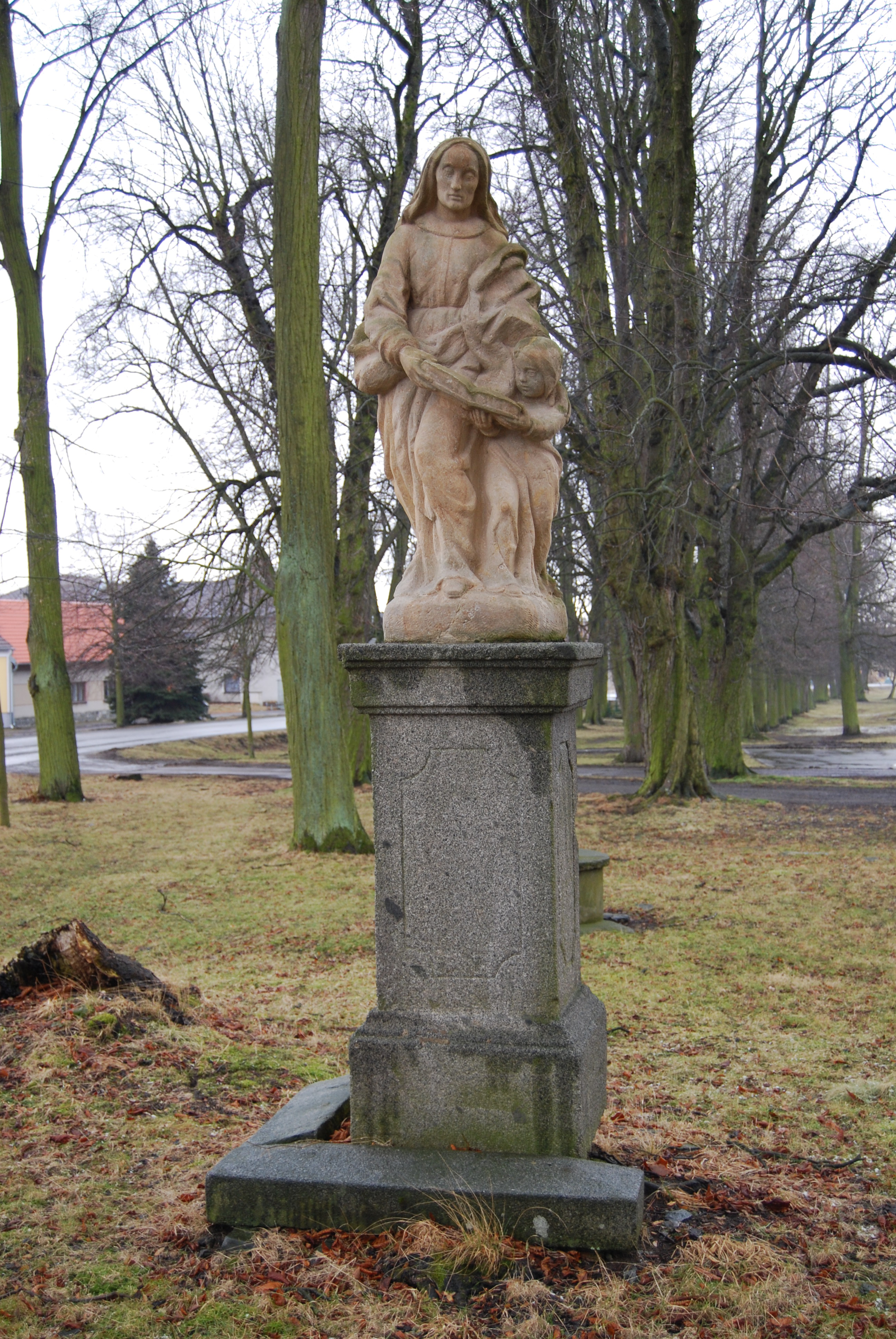
Statue der hl. Anna
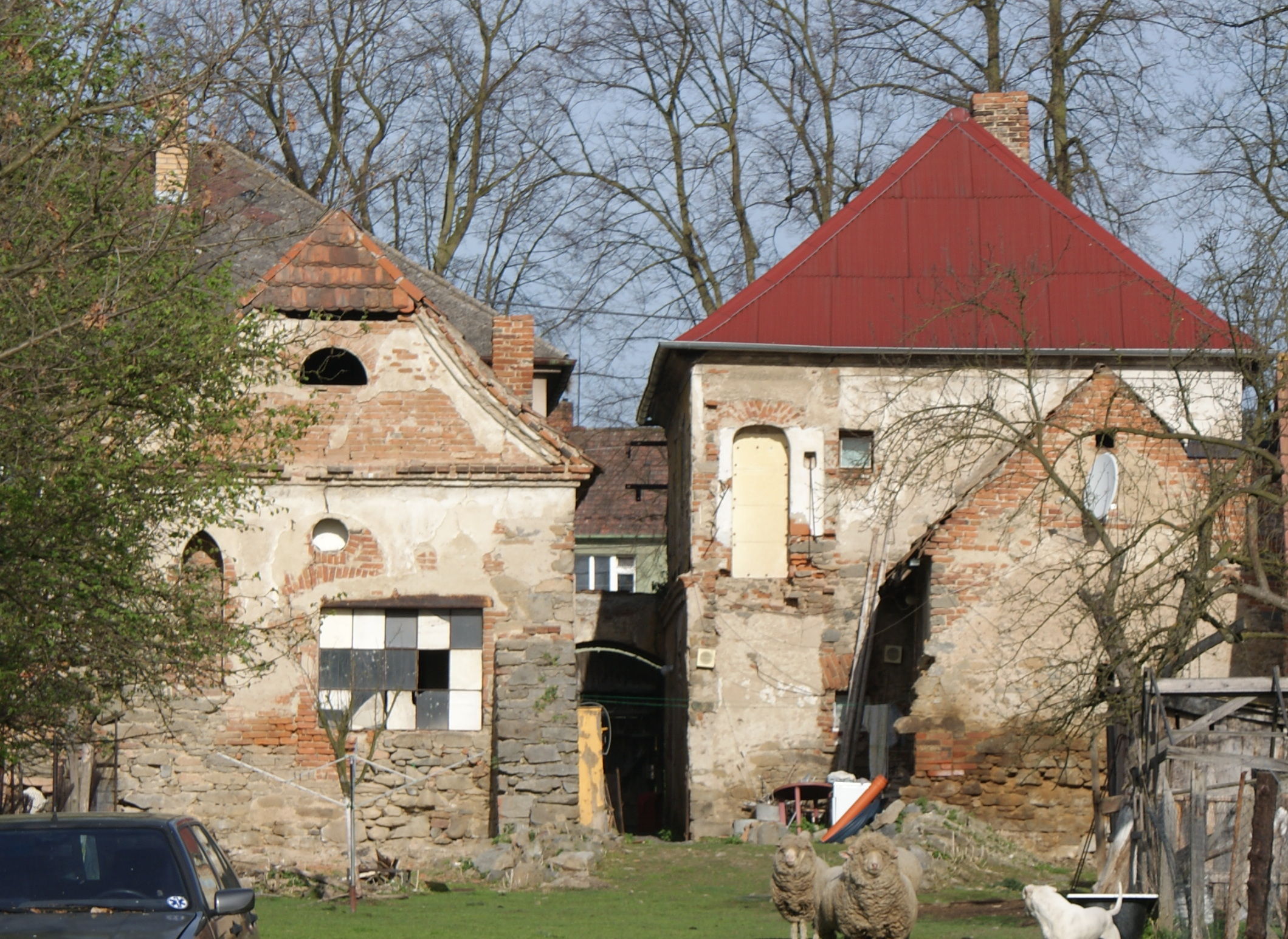
Ehemalige Synagoge